# Бессер, Стюарт
Стюарт Бессер (англ. Stuart Besser) — является продюсером и менеджером по производству, известным работой над фильмами Большая игра (2017), Поезд на Юму (2007) и Ураган (2012).

## Фильмография

### Продюсер
- 2018 — «22 мили»/Mile 22
- 2018 — «Альфа»/Alpha
- 2018 — «Пассажир»/The Commuter
- 2017 — «Большая игра»/Molly’s Game
- 2015 — «Наш бренд - кризис»/Our Brand Is Crisis
- 2014 — «Need for Speed: Жажда скорости»/Need for Speed
- 2012 — «Неудержимый»/Bullet to the Head
- 2012 — «Ураган»/Crossfire Hurricane
- 2012 — «Все любят китов»/Big Miracle
- 2010 — «Лузеры»/The Losers
- 2007 — «Поезд на Юму»/3:10 to Yuma
- 2006—2008 — «Люди в деревьях»/Men in Trees
  - 2006 — «Pilot»
- 2006 — «Развод по-американски»/The Break-Up
- 2005 — «Оборотни»/Cursed
- 2003 — «Идентификация»/Identity
- 2002 — «Милашка»/The Sweetest Thing
- 2002 — «40 дней и 40 ночeй»/40 Days and 40 Nights
- 2001 — «Ангел-хранитель»/Delivering Milo
- 2000 — «Крик 3»/Scream 3
- 1999 — ? — «Wasteland»
- 1999 — «Музыка сердца»/Music of the Heart
- 1998 — «Hollyweird»
- 1998 — «Я - Элвис, ты - Мэрилин»/Finding Graceland
- 1996 — «Крик»/Scream
- 1995 — «Bампир в Бруклине»/Vampire in Brooklyn
- 1995 — «Канадский бекон»/Canadian Bacon
- 1992 — «Хихикающий доктор»/Dr. Giggles
- 1991 — «Люди под лестницей»/The People Under the Stairs
- 1990—2000 — «Беверли-Хиллз 90210»
  - 1990 — «Class of Beverly Hills»
- 1990 — «Любовь крупным планом»/Love at Large
- 1988 — «Модернисты»/The Moderns
- 1987 — «Сделано в Раю»/Made in Heaven
- 1987 — «История Верна Миллера»/The Verne Miller Story
- 1987 — «Августовские киты»/The Whales of August
- 1981 — «The Five of Me»

### Руководитель производства
- 1992 — «Memphis»
- 1991 — «B постели с Мадонной»/Truth or Dare
- 1985 — «Сумятица в мыслях»/Trouble in Mind
- 1984 — «Hollywood Hot Tubs»
- 1980 — «Angel City»

### Благодарности
- 2015 — «Правда»/Truth
- 2012 — «The Come Up»
- 1994 — «Кошмар на улице Вязов 7: Новый кошмар»/Wes Craven’s New Nightmare